# یاسوتاکا جوموری
یاسوتاکا جوموری (ژاپنی: 城森 康誉؛ زادهٔ ۱۱ ژوئیهٔ ۱۹۹۴) یک بازیکن فوتبال اهل ژاپن است.
از باشگاه‌هایی که در آن بازی کرده‌است می‌توان به باشگاه فوتبال فوجی‌ئدا اشاره کرد.